# Ґоалундо-Ґхат
Ґоалундо-Ґхат (англ. Goalundo Ghat) або Ґоаланда (Goalanda) — невелике місто(паурашава) в окрузі Раджбарі в центрі Бангладеш, розташоване біля місця злиття Падми (головного рукаву Гангу) і Джамуни (головного рукаву Брахмапутри). Місто є важливим залізничним вузлом, у ньому також розташований великий річковий порт. Головними товарами, що вивозяться з порту, є рис, джут, цукрова тростина, риба.
В перекладі з хінді слово "гхат" означає місце для купання.

## Ресурси Інтернету
- Goalandaghat Upazila Banglapedia
- Goalundo Ghat [Архівовано 8 вересня 2010 у Wayback Machine.] Encyclopedia Britannica

| Бангладеш | Це незавершена стаття з географії Бангладеш. Ви можете допомогти проєкту, виправивши або дописавши її. |

23°43′28″ пн. ш. 89°44′42″ сх. д. / 23.72444° пн. ш. 89.74500° сх. д.